# Three Hills
Three Hills (offiziell Town of Three Hills) ist eine Gemeinde im südlichen Zentrum von Alberta, Kanada, welche seit 1929 den Status einer Kleinstadt (englisch Town) hat. Sie liegt etwa 130 Kilometer nordöstlich von Calgary in der Region Zentral-Alberta, am Rande des Palliser-Dreiecks, westlich der kanadischen Badlands.
In der Kleinstadt befindet sich der Verwaltungssitz des Verwaltungsbezirkes („Municipal District“) Kneehill County.
Ihren Namen hat die Gemeinde nach eine Kette von drei sanften Hügeln die heute nördlich der Kleinstadt liegen. Nachdem die Siedlung bereits im Jahr 1904 ein Postamt erhalten hatte, wurde sie jedoch erst nach der Errichtung der Eisenbahnstrecke durch die Canadian National Railway im Jahr 1912 an ihren heutigen Ort verlegt und erhielt im selben Jahr auch den Status eines Dorfes (englisch Village).

## Demographie
Der Zensus im Jahr 2016 ergab für die Gemeinde eine Bevölkerungszahl von 3212 Einwohnern, nachdem der Zensus im Jahr 2011 für die Gemeinde noch eine Bevölkerungszahl von 3198 Einwohnern ergab. Die Bevölkerung hat dabei im Vergleich zum letzten Zensus im Jahr 2011 deutlich schwächer als die Entwicklung in der Provinz um nur 0,4 % zugenommen, bei einer Bevölkerungszunahme von 11,6 % im Provinzdurchschnitt. Bereits im Zensuszeitraum 2006 bis 2011 hatte die Einwohnerzahl in der Gemeinde deutlich schwächer als im Provinzdurchschnitt um nur 3,4 % zugenommen, während sie im Provinzdurchschnitt um 10,8 % zunahm.

## Verkehr
Three Hills ist für den Straßenverkehr über den in Ost-West-Richtung verlaufenden regionalen Highway 583 erschlossen. Östlich der Gemeinde verlaufen die Alberta Highway 21 und Alberta Highway 27. Außerdem verläuft eine Eisenbahnstrecke durch die Kleinstadt. Ein kleiner Flughafen (IATA-Code: -, ICAO-Code: -, Transport Canada Identifier: CEN3), mit nur einer asphaltierten Start- und Landebahn von 914 Metern Länge, liegt östlich der Stadtgrenze.

## Persönlichkeiten
- Paul Janz (* 1951), Musiker und Theologe
- Willie deWit (* 1961), Boxer
- Bill Peters (* 1965),  Eishockeyspieler und -trainer
- Luke Herr (* 1994), Volleyballspieler